# Dan Grecu

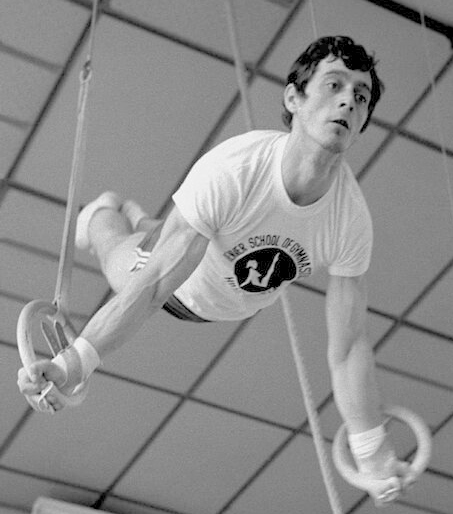
La inele (1976)

Dan Grecu (n. 26 septembrie 1950, București, România – d. 12 decembrie 2024, Brașov, România) a fost un gimnast român specializat în proba pe inele, campion mondial și european și medaliat cu bronz la Jocurile Olimpice de vară de la Montreal 1976. Datorită evoluțiilor sale și rezultatelor înregistrate a fost poreclit Stăpânul inelelelor. După retragerea din activitate a devenit antrenor coordonator al Lotului olimpic masculin de gimnastică, vicepreședinte al Federației Române de Gimnastică și arbitru internațional de gimnastică.

## Viața
Dan Grecu s-a născut la București la 26 septembrie 1950, într-o familie cu cinci copii, tatăl său fiind ofițer de grăniceri. Toți cinci au făcut gimnastică de mici, dar numai Dan și Valentin au făcut gimnastică de performanță. Și-au petrecut copilăria în mai multe orașe: Craiova, Iași, București. A făcut cunoștință cu gimnastica, la Iași, în anul 1958, având ca prim antrenor  pe Octavian Ungureanu. După 1962, revenind la București, se legitimează la Școala Sportivă, iar după puțin timp la Clubul Sportiv Școlar Viitorul, unde i-a fost mentor Mircea Bădulescu.
În anul 1969 este legitimat la Clubul Sportiv Dinamo București, unde  rămâne până în 1980, când se retrage din activitate și devine antrenor la Dinamo București și la Lotul Masculin de Gimnastică al României.
Prima reușită a carierei de gimnast este promovarea la Lotul Național în anul 1970, când a participat la Campionatele Mondiale de la Ljubljana din fosta Iugoslavie, unde s-a clasat pe locul 8 cu echipa, la un campionat extrem de puternic cu peste 20 de participanti. Doi ani mai târziu, la Olimpiada de la München, s-a clasat în primii 35 de gimnaști ai lumii și pe locul 7 cu echipa.
La Campionatele Europene de la Grenoble, la inele, a reușit să câștige argintul sau cu alte cuvinte prima medalie românească din gimnastică masculină. În 1974 a fost invitat în Brazilia la un turneu internațional, unde au participat toate stelele gimnasticii mondiale. Tot în acel an la Campionatele Mondiale de la Varna, a obținut și prima medalie de aur din istoria gimnasticii românești, evident, la inele.
Victoriile au continuat, dar marele regret al lui Dan Grecu râmâne faptul că nu a reușit să câștige o medalie de aur la Olimpiadă. La Europenele de la Berna din 1975 a câștigat din nou aurul la inele și a sperat că va fi învingător la Olimpiada de la Montreal, din 1976. Acolo a luat locul 6 cu echipa și s-a calificat în trei finale, paralele, sărituri și inele. Dar la inele, nu a obținut decât medalia de bronz, deoarece, după o ruptură de biceps aparută la individual compus, a participat la finale, după administrarea unei injecții anestezice permise, evident, la jumătate din posibilitățile sale. A vrut să renunțe la activitatea competițională, dar a fost convins să coninue, obținând și alte succese: aur la Campionatele Mondiale Universitare de la Sofia din 1977, apoi bronzul la Mondialele din Franța, un an mai târziu și argintul în SUA la Campionatele Mondiale din 1979.
„ Totul părea să meargă bine și speranța mea de a câștiga o medalie din cele mai prețioase la Olimpiada de la Moscova din 1980 a renăscut. Totuși, ca un făcut, în plin concurs, ruptura de biceps reapare, simțind atunci că îmi explodează umărul și fiind nevoit, din păcate, să abandonez.”—Dan Grecu
După Olimpiada de la Moscova din 1980, Dan Grecu a renunțat să mai participe la concursuri, retrăgându-se și dedicându-se  antrenoratului, lăsând în urmă  adversari cu care a luptat de la egal la egal: rușii Nicolai Andrianov și Alexei Detiatin, dar și pe japonezul Nakaiama.
Ca antrenor, rezultate bune nu au întârziat să apară. În 1984, la Reșița a fost înființat Centrul Național de pregătire pentru juniori și tineret. A plecat acolo, încercând să facă tot ce poate pentru ca acei copii talentați să poată deprinde tainele acestui sport. A avut satisfacții deosebite în timp, elevii săi obținand rezultate foarte bune. În 1989, la Stuttgart, toți componenții lotului care au trecut pe la Reșita au ocupat un meritoriu loc 6 pe echipe în campionatul mondial. La Olimpiada de la Seul, Marius Gherman a luat bronzul, iar in anul 1995, în Japonia, echipa României a obținut medalia de bronz. Atlanta 1996 a reprezentat un alt succes pentru elevii săi, care s-au întors în țară cu 2 medalii de argint, Marius Urzică, la cal cu mânere și Dan Burincă la inele. La Olimpiada de la Sydney 2000 a obținut un loc 6 pe echipe, Marius Urzică campion olimpic la cal cu mânere și un loc 6 Marian Drăgulescu la sol. Succesele au continuat să apară și la Campionatul Mondial care s-a desfășurat la Gent 2001, unde a obținut un loc 6 pe echipe, locul 4 individual compus Dan Potra, locul 1 Marian Drăgulescu-sol, locul 1 Marian Drăgulescu la sărituri, locul 1 Marius Urzică la cal cu mânere.
Realizări deosebite a avut la Campionatele Europene de la Patras, Grecia în 2002 unde a obținut locul 1 cu echipa, locul 1 la individual compus - Dan Potra, locul 3 la sol Marian Drăgulescu, locul 2 la cal cu mânere - Ioan Suciu, locul 1 la cal cu mânere - Marius Urzică, locul 1 la sărituri Marian Drăgulescu.
La Campionatele Mondiale de la Anaheim din 2003 locul 6 cu echipa, Marian Drăgulescu locul 2 la sărituri, Marius Urzică locul 8 la cal, Ioan Suciu locul 6 la cal, Marian Drăgulescu locul 4 la sol.
Succes de răsunet a avut la Ljubljana la Campionatele Europene din 2004 unde a intrat în Cartea Recordurilor cu 5 titluri Europene din 8 posibile unde a obținut aur cu echipa, aur Marian Drăgulescu la individual compus, aur sărituri cu Marian Drăgulescu, aur la sol tot cu Marian Drăgulescu și aur la cal cu Ioan Suciu.
În 2000 i s-a conferit Ordinul Național „Serviciul Credincios” în grad de Cavaler. În 2024 a primit Colanul de Aur, cea mai înaltă distincție oferită de COSR.

## Palmares ca gimnast
- 1972-1980: Multiplu campion național și balcanic
- 1973: Campion mondial universitar la inele la Campionatele Mondiale Universitare de la Moscova
- 1973:  Prima medalie din gimnastica masculină româneasca la Campionatele Europene de la Grenoble unde a obținut medalia de argint[4]
- 1974: Prima medalie de aur din gimnastica românească, atât feminină cât și masculină, la inele la Campionatele Mondiale de la Varna, Bulgaria
- 1975: Campion european la inele la Campionatele Europene de la Berna, Elveția
- 1976: Medalie de bronz la inele și un loc 4 la sărituri la Jocurile Olimpice de la Montreal, Canada
- 1977: Campion mondial universitar la Campionatele Mondiale Universitare de la Sofia, Bulgaria
- 1978: Medalie de bronz la Campionatele Mondiale de la Strasbourg, Franța
- 1979: Medalie de argint la inele la Campionatele Mondiale de la Fort Worth, SUA
- 1980: Finalist la inele (accidentare) (locul 6) la Olimpiada de la Moscova, URSS

## Distincții
- Ordinul „Meritul Sportiv” clasa a II-a (18 august 1976) „pentru rezultatele deosebite obținute la Jocurile olimpice de vară de la Montreal – 1976, precum și pentru contribuția adusă la dezvoltarea activității sportive și la creșterea prestigiului sportului românesc pe plan internațional”[8]
- Medalia „Meritul Sportiv” clasa I (15 aprilie 1981) „pentru rezultatele deosebite obținute la Jocurile olimpice de vară de la Moscova — 1980, precum și pentru contribuția adusă la dezvoltarea activității sportive și la creșterea prestigiului sportului românesc pe plan internațional”[9]